# Roy Gerards
Roy Gerards (* 27. Juni 1989) ist ein niederländischer Poolbillardspieler.

## Karriere
Bei der Jugend-Europameisterschaft 2005 gewann Roy Gerards die Bronzemedaille im 9-Ball der Schüler. Ein Jahr später erreichte er das Finale im 14/1 endlos der Junioren, unterlag dort aber dem Engländer Mathew Lawrenson.
Im August 2008 nahm Gerards erstmals an der Herren-EM teil und erreichte dort den 49. Platz im 8-Ball und im 9-Ball. Im September 2009 gelang ihm bei den Netherlands Open erstmals der Einzug in die Finalrunde eines Euro-Tour-Turniers. Im Viertelfinale schied er gegen den Engländer Imran Majid aus. Im Juli 2011 wurde Gerards bei den Longoni Benelux Open Neunter.
Seit 2014 spielt Gerards beim deutschen Zweitligisten Joker Geldern.
2008 erreichte er gemeinsam mit Gijs van Helmond das Achtelfinale des World Cup of Pool.